# Turnaj tří národů 1946/1947
Turnaj tří národů v ledním hokeji se konal od 13. listopadu 1946 – 16. listopadu 1947. Turnaje se zúčastnila tři mužstva, která se utkala dlouhodobě každý s každým na čtyři utkání (dvakrát doma a dvakrát venku).

## Výsledky a tabulka
|    |           | TCH      | SWE      | SUI        | V | R | P | Skóre | B  |
| 1. | ČSR       | ***      | 4:1, 4:0 | 12:3, 11:2 | 7 | 0 | 1 | 50:21 | 14 |
| 2. | Švédsko   | 0:2, 5:1 | ***      | 3:2, 9:7   | 5 | 0 | 3 | 36:31 | 10 |
| 3. | Švýcarsko | 6:9, 4:7 | 6:9, 5:9 | ***        | 0 | 0 | 8 | 35:69 | 0  |

 Československo –  Švýcarsko 	12:3 (3:2, 4:0, 5:1)
13. listopadu 1946 – Praha

Branky Československa: 1:1 5. Václav Roziňák, 2:1 5. Vladimír Zábrodský, 18. Vladislav Müller, 25. Vladimír Zábrodský, 25. Ladislav Troják, 28. Vladimír Zábrodský, 40. Václav Roziňák, 42. Vladimír Zábrodský, 47. Ladislav Troják, 48. Stanislav Konopásek, 52. Vladislav Müller, 60. Stanislav Konopásek.

Branky Švýcarska: 2. Hans-Martin Trepp, 15. Otto Schubiger, 57. Gebhard Poltera.

Rozhodčí: Gustav Josek (TCH), Emile Goell (SUI)
ČSR: Bohumil Modrý – Miroslav Sláma, Vilibald Šťovík, Josef Trousílek, Oldřich Zábrodský – Ladislav Troják, Vladimír Zábrodský, Stanislav Konopásek – Václav Roziňák, Karel Stibor, Vladislav Müller.
Švýcarsko: Hans Bänninger – Otto Ernst, Heinrich Boller, Karl Gerst, Werner Lohrer – Hans-Martin Trepp, Ulrich Poltera, Gebhard Poltera – Peter Wiesner, Otto Schübiger, Hans Dürst.
 Československo –  Švýcarsko 	11:2 (1:1, 3:0, 7:1)
15. listopadu 1946 – Praha

Branky a nahrávky Československa: 1:1 19. Karel Stibor (Stanislav Konopásek), 2:1 25. Stanislav Konopásek, 3:1 29. Stanislav Konopásek, 4:1 32. Vladislav Müller (Karel Stibor), 5:1 Ladislav Troják, 6:2 46.Vladimír Zábrodský, 7:2 54. Vladimír Zábrodský, 8:2 57. Stanislav Konopásek, 9:2 60. Ladislav Troják, 10:2 60. Karel Stibor, 11:2 60. Vladislav Müller.

Branky a nahrávky Švýcarska: 0:1 6. Ulrich Poltera, 5:2 46. Karl Gerst.

Rozhodčí: Josef Hermann (TCH), Emile Goell (SUI)

Vyloučení: 2:3 (využití 1:0, v oslabení 1:0)
ČSR: Bohumil Modrý – Miroslav Sláma, Vilibald Šťovík, Josef Trousílek, Oldřich Zábrodský – Ladislav Troják, Vladimír Zábrodský, Stanislav Konopásek – Václav Roziňák, Karel Stibor, Vladislav Müller.
Švýcarsko: Hans Bänninger – Heinrich Boller, Karl Gerst, Werner Lohrer, Otto Ernst – Hans-Martin Trepp, Ulrich Poltera, Gebhard Poltera – Peter Wiesner, Otto Schübiger, Hans Dürst.
 Švédsko -  Švýcarsko 3:2 (2:0, 0:1, 1:1)
17. listopadu 1946 – Stockholm

Branky Švédska: 2x Lars Ljungman, Ake Ericsson.

Branky Švýcarska: Heinrich Lohrer, Heinrich Boller.

Rozhodčí: Jan Krásl (TCH)
Švédsko: Arne Johansson - Åke Olsson, Ake Ericsson - Bror Pettersson, Åke Andersson, Holger Nurmela - Lars Ljungman, Rune Lindström, Lenkert - Erik Johansson.
Švýcarsko: Hans Bänninger – Heinrich Boller, Gerst, Werner Lohrer, Ernst – Hans-Martin Trepp, Ulrich Poltera, Gebhard Poltera – Wiesner, Otto Schübiger, Heinrich Lohrer.
 Švédsko -  Švýcarsko 	9:7 (3:0, 3:4, 3:3)
19. listopadu 1946 – Stockholm

Branky Švédska: 3x Klas Lindström, 3x Soderstrom, Holger Nurmela, E. Johansson, Rolf Eriksson-Hemlin.

Branky Švýcarska: 2x Ulrich Poltera, 2x Gebhard Poltera, Lohrer, Hans-Martin Trepp, vlastní Åke Olsson.

Rozhodčí: Jan Krásl (TCH)
 Československo –  Švédsko	2:0 (0:0, 2:0, 0:0)
1. prosince 1946 – Stockholm

Branky a nahrávky Československa: 24. Oldřich Zábrodský (Vladimír Zábrodský), 34. Vladimír Zábrodský.

Rozhodčí: Gaffner (SUI)

Vyloučení: 12:5 (využití 0:0)
ČSR: Bohumil Modrý – Josef Trousílek, Miloslav Pokorný, Oldřich Zábrodský, Vilibald Šťovík – Ladislav Troják, Vladimír Zábrodský, Stanislav Konopásek – Václav Roziňák, Karel Stibor, Vladislav Müller.
Švédsko: Arne Johansson – Åke Andersson, Gunnar Landelius, Åke Olsson, Ake Ericsson – Bror Pettersson, Rune Lindström, Gösta Söderström – Rolf Eriksson-Hemlin, Erik Johansson, Ivan Thunström.
 Československo –  Švédsko	1:5 (0:0, 1:4, 0:1)
3. prosince 1946 – Stockholm

Branky Československa: 1:4 Vladimír Zábrodský. 

Branky Švédska: 0:1 Åke Andersson, 0:2 Åke Andersson, 0:3 Rolf Eriksson-Hemlin, 0:4 Ivan Thunström, 1:5 Ake Ericsson.

Rozhodčí: Gaffner (SUI)
ČSR: Bohumil Modrý (ve 2. tř. Josef Jirka) – Josef Trousílek, Miloslav Pokorný, Oldřich Zábrodský, Vilibald Šťovík – Ladislav Troják, Vladimír Zábrodský, Stanislav Konopásek – Václav Roziňák, Karel Stibor, Vladislav Müller.
Švédsko: Arne Johansson – Åke Andersson, Gunnar Landelius, Åke Olsson, Ake Ericsson – Bror Pettersson, Rune Lindström, Holger Nurmela - Rolf Eriksson-Hemlin, Erik Johansson, Ivan Thunström.
 Československo –  Švýcarsko 	9:6 (1:3, 6:3, 2:0)
17. ledna 1947 – Curych

Branky Československa: 12. Vladimír Zábrodský, 22. Stanislav Konopásek, 32. Václav Roziňák, 37. Ladislav Troják, 38. Vladimír Zábrodský, 38. Stanislav Konopásek, 40. Milan Matouš, 8:6 58. Stanislav Konopásek, 9:6 58. Vladimír Zábrodský. 

Branky Švýcarska: 9. Othmar Delnon, 16. Reto Delnon, 19. Gebhard Poltera, 22. Reto Delnon, 31. Hugo Delnon, 39. Gebhard Poltera.

Rozhodčí: Alwin Wieland (SUI), Gustav Josek (TCH)

Vyloučení: 2:0 (využití 0:0)
ČSR: Bohumil Modrý – Josef Trousílek, Vilibald Šťovík, Miroslav Sláma, Oldřich Zábrodský – Ladislav Troják, Vladimír Zábrodský, Stanislav Konopásek – Václav Roziňák, Vladimír Bouzek, Milan Matouš.
Švýcarsko: Hans Bänninger – Otto Ernst, Heinrich Boller, Beat Ruedi, Alfred Lack – Hugo Delnon, Othmar Delnon, Reto Delnon – Alfred Bieler, Heinrich Lohrer, Gebhard Poltera.
 Československo –  Švýcarsko 	7:4 (3:2, 2:2, 2:0)
19. leden 1947 – Basilej

Branky a nahrávky Československa: 2. Vladimír Zábrodský, 12. Václav Roziňák, 13. Vladimír Zábrodský (Ladislav Troják), 23. Vladimír Zábrodský, 31. Vladimír Bouzek, 55. Stanislav Konopásek (Vladimír Zábrodský), 58. Václav Roziňák (Vladimír Bouzek).

Branky a nahrávky Švýcarska: 16. Franz Geromini, 20. Hugo Delnon, 4:3 Reto Delnon, 34. Gebhard Poltera.

Rozhodčí: Charlie Kessler (SUI), Gustav Josek (TCH)

Vyloučení: 1:1 (využití 0:1)
ČSR: Zdeněk Jarkovský – Josef Trousílek, Vilibald Šťovík, Miroslav Sláma, Oldřich Zábrodský - Ladislav Troják, Vladimír Zábrodský, Stanislav Konopásek – Václav Roziňák, Vladimír Bouzek, Vladislav Müller.
Švýcarsko: Reto Perl – Franz Geromini, Alfred Lack, Ernst, Heinrich Boller – Hans-Martin Trepp, Ulrich Poltera, Gebhard Poltera – Hugo Delnon, Othmar Delnon, Reto Delnon.
 Švýcarsko -  Švédsko	6:9 (1:5, 1:3, 4:1)
9. únor 1947 – Curych

Branky Švýcarska: 2x Gebhard Poltera, 2x Reto Delnon, 2x Heinrich Lohrer.

Branky Švédska: 3x Holger Nurmela, 2x Rolf Eriksson-Hemlin, 2x Åke Andersson, R. Pettersson, B. Pettersson.

Rozhodčí: Josef Fleischlinger (TCH) 
Švýcarsko: Hans Bänninger – Heinrich Lohrer, Alfred Lack, Alfred Bieler, Heinrich Boller - Hans-Martin Trepp, Ulrich Poltera, Gebhard Poltera – Hugo Delnon, Othmar Delnon, Reto Delnon.
Švédsko: Charles Larsson - Gunnar Landelius, Rune Johansson, R. Pettersson, Hans Hjelm - B. Pettersson, Holger Nurmela, Åke Andersson - Rolf Eriksson-Hemlin, Erik Johansson, Nilsson.
 Švýcarsko -  Švédsko	5:9 (4:4, 0:2, 1:3)
11. únor 1947 – Basilej

Branky Švýcarska: 3x Alfred Bieler, 2x Reto Delnon.

Branky Švédska: 4x Pettersson, 2x R. Johansson, Åke Andersson, Ljungren, Sigge Boström.

Rozhodčí: Josef Fleischlinger (TCH) 
 Československo –  Švédsko	4:1 (2:0, 2:1, 0:0)
14. listopadu 1947 – Praha

Branky a nahrávky Československa: 4. Vladimír Zábrodský (Stanislav Konopásek), 16. Karel Stibor (Josef Trousílek), 23. Václav Roziňák, 34. Ladislav Troják. 

Branky a nahrávky Švédska: 38. Östen Johansson.

Rozhodčí: Jack Lutta (SUI) - Jan Krásl (TCH), Gustav Josek (TCH)	

Vyloučení: 3:6 (využití 0:0, v oslabení 1:0) z toho Konopásek na 5+10 minut.
ČSR: Bohumil Modrý – Josef Trousílek, Vilibald Šťovík, Miroslav Sláma, Oldřich Zábrodský – Ladislav Troják, Vladimír Zábrodský, Stanislav Konopásek – Václav Roziňák, Karel Stibor, Milan Matouš.
Švédsko: Charles Larsson – Åke Ericson, Åke Olsson, Rune Johansson – Olle Johansson, Åke Andersson, Holger Nurmela – Hans Hjelm, Erik Johansson, Åke Enquist - Lars Johansson.
 Československo –  Švédsko	4:0 (0:0, 0:0, 4:0)
15. listopadu 1947 – Praha

Branky Československa: 43. tanislav Konopásek, 43. Stanislav Konopásek, 55. Vladimír Zábrodský, 60. Václav Roziňák.

Rozhodčí: Jack Lutta (SUI) - Jan Krásl (TCH), Gustav Josek (TCH)	

Vyloučení: 1:2 (využití 0:0)
ČSR: Zdeněk Jarkovský – Vilibald Šťovík, Josef Trousílek, Miroslav Sláma, Miloslav Pokorný – Vladimír Kobranov, Vladimír Zábrodský, Stanislav Konopásek – Karel Stibor, Milan Matouš, Václav Roziňák.
Švédsko: Charles Larsson – Åke Ericson, Åke Olsson, Rune Johansson – Olle Johansson, Holger Nurmela, Rolf Pettersson – Hans Hjelm, Gösta Johansson, Bror Pettersson.